# Độ nhớt
Độ nhớt của một chất lưu là thông số đại diện cho ma sát trong của dòng chảy. Khi các dòng chất lưu sát kề có tốc độ chuyển động khác nhau, ngoài sự va đập giữa các phần tử vật chất còn có sự trao đổi xung lượng giữa chúng. Những phần tử trong dòng chảy có tốc độ cao sẽ làm tăng động năng của dòng có tốc độ chậm và ngược lại phần tử vật chất từ các dòng chảy chậm sẽ làm kìm hãm chuyển động của dòng chảy nhanh. Kết quả là giữa các lớp này xuất hiện một ứng suất tiếp tuyến {\displaystyle \tau } gây nên ma sát (lực ma sát trong).

## Định luật Newton
Xem xét hiện tượng gió thổi trên bề mặt nước, gió sẽ tác động lên bề mặt nước một lực nhất định và làm bề mặt nước chuyển động với vận tốc cố định {\displaystyle u}. Dưới tác dụng của độ nhớt, lớp liền kề phía dưới sẽ bị kéo theo chuyển động của lớp trên.
Theo định luật Newton cho chất lưu, với những dòng chảy tầng (có thể được hình dung như những lớp dòng chảy song song với nhau), ứng suất tiếp tuyến {\displaystyle \tau } giữa những lớp này tỷ lệ tuyến tính với gradient của thành phần vận tốc {\displaystyle \partial u/\partial y} có hướng vuông góc với các lớp đó.
{\displaystyle \tau =-\mu {\frac {\partial u}{\partial y}}}.
theo như công thức trên, hằng số {\displaystyle \mu } được gọi là độ nhớt động lực học hay còn gọi là độ nhớt tuyệt đối (đơn vị kg m−1s−1 hay Pa.s).
Đối với dòng chảy tầng có độ nhớt động lực học {\displaystyle \eta }, ma sát trong được xác định theo định luật Niu-tơn như sau:
{\displaystyle \tau =-\eta {\partial v \over \partial n}}
trong đó v - là vận tốc tại điểm đang xét, n - tọa độ theo phương vuông góc với các lớp chất lỏng.
Ngoài độ nhớt động lực học, khi nghiên cứu chuyển động của chất lưu, để kể đến ảnh hưởng của lực quán tính {\displaystyle \mathbf {F} _{\mbox{qt}}}, mà thực chất là khối lượng riêng {\displaystyle \rho }, người ta còn đưa ra một đại lượng quan trọng khác là độ nhớt động học {\displaystyle \nu }, có đơn vị là m²/s.
{\displaystyle \nu ={\frac {\mu }{\rho }}}.